# Mirjan Damaška
Mirjan Damaška (Brežice, 8. listopada 1931.), američki i hrvatski akademik i pravnik, stručnjak za komparativno i međunarodno kazneno pravo. Bio je sveučilišni profesor na Pravnom fakultetu u Zagrebu, gdje je 1970. bio i vršitelj dužnosti dekana. Trenutno je sterlinški profesor emeritus na Pravnom fakultetu Sveučilišta Yale, gdje predaje od 1976.

## Životopis

### Mladost i školovanje
Mirjan Damška rođen je u Brežicama području današnje Slovenije u hrvatskoj obitelji u vrijeme Kraljevine Jugoslavije. Bio je vrlo darovito dijete. Bavio se slikanjem, glazbom i učenjem jezika, kasnije savladavši njih šest. Pred Drugi svjetski rat obitelj mu se preselila u Zagreb, gdje je Damaška završio osnovnu školu i gimnaziju, nakon čega se 1950. upisao na Pravni fakultet u Zagrebu. Kao student je pokazivao zanimanje za znanost, pa je na četvrtoj godini dobio stipendiju za studij na Haškoj akademiji za međunarodno pravo u Nizozemskoj. Diplomirao je na zagrebačkom Pravnom fakultetu 1955. Iduće godine stekao je diplomu iz poredbenog prava na Fakultetu za poredbeno pravo u Luksemburgu. Nakon kraćeg vremena provedenog u sudskoj praksi, krajem 1956. opredijelio se za sveučilišnu karijeru. Izabran je za asistenta na zagrebačkom Pravnom fakultetu u predmetu Kazneni postupak. Doktorirao je 1960. na Pravnom fakultetu u Ljubljani s disertacijom o okrivljenikovom iskazu kao dokaznom sredstvu u suvremenom kaznenom postupku kao jedan od najmlađih doktora znanosti u FNR Jugoslaviji.

### Znanstveno-nastavno djelovanje
Postao je najmlađi redovni profesor na Sveučilištu u Zagrebu, a djelovao je na katedri iz kaznenog procesnog prava kod prof. Vladimira Bayera. Vršitelj dužnosti dekana zagrebačkog Pravnog fakulteta postao je 1970. U to vrijeme bio je jedan od najznačajnijih znanstvenih autoriteta u SR Hrvatskoj na području kaznenog procesnog prava. Nakon Hrvatskog proljeća 1971., otišao je u SAD, gdje je najprije predavao na Pravnom fakultetu Sveučilišta Pennsylvania između 1972. o 1976., nakon čega je dobio ponude triju prestižnih sveučilišta - Berkeleya, Harvarda i Yalea. Prihvatio je mjesto profesora na Pravnom fakultetu Sveučilišta Yale, gdje i danas predaje kao sterlninški profesor emeritus. Damaška predaje ili je predavao komparativno pravo, međunarodno kazneno pravo, dokaze, kazneno pravo, kazneni postupak, međunarodno privatno pravo i komparativno kazneno pravo.
Damaška je savjetovao hrvatske vlade u odnosima s Međunarodnim sudom za bivšu Jugoslaviju i Međunarodnim sudom pravde u Haagu. Imenovan je posebnim savjetnikom predsjednika vlade Ive Sanadera 2010., i agentom Republike Hrvatske ispred Međunarodnog suda pravde, gdje je vodio tim hrvatskih i britanskih pravnika u slučaju Hrvatske protiv Srbije.
Sudjelovao je u radu raznih znanstvenih skupova i kongresa, bio gostujući profesor na mnogim pravnim fakultetima diljem svijeta. Redovni je član Američke akademije znanosti i umjetnosti od 1994. i Hrvatske akademije znanosti i umjetnosti od 2002. Pored toga član je i Američke udruge za komparativno pravo od 1977., Međunarodne akademije komparativnog prava od 1986. i Međunarodne udruge kaznenog prava.

## Djela
Svojim znanstvenim radom pridonio je suvremenom oblikovanju komparativnog prava. Smatra se jednim od najinovativnijih i najutjecajnijih znanstvenika u protekla tri desetljeća u komparativnom pristupu promišljanju pravnih instituta, napose u području kaznenog procesnog prava i dokaznog prava. Uz mnogobrojne radove, studije, istraživanja i predavanja, napisao je i trinaest knjiga. Stručnjaci knjigu The Faces of Justice and State Authority (1986.; Lica pravosuđa i državna vlast, 2008.) smatraju njegovim najznačajnijim djelom. Ta je knjiga jedno od najvažnijih djela prošlog stoljeća u oblasti komparativnog postupovnog prava. Bitno je utjecala na gledanje i razumijevanje različitih pravnih sustava i upozorila na važnost odnosa između društvene kulture i načina na koji određena društva rješavaju sporove. Prevedena je na nekoliko jezika. Uz to napisao je i druga značajna djela. Okrivljenikov iskaz kao dokaz u suvremenom krivičnom procesu (1962.), Rječnik krivičnog prava i postupka (koautor, 1966.), Poredbeno pravo (Comparative Law, koautor, 1988.), Dokazno pravo u lutanju (Evidence Law Adrift, 1997.). Objavio mnogobrojne radove u inozemnim časopisima, uglavnom iz područja kaznenog prava i postupka, građanskog postupka, pravne povijesti, poredbenog prava i pravne teorije.

## Zaklada Marija i Mirjan Damaška
Godine 2014. Damaška je utemeljio Zakladu Marija i Mirjan Damaška, čija svrha je poticanje suradnje na području znanstvenih istraživanja između zagrebačkog Pravnog fakulteta i znanstvenih ustanova u inozemstvu, posebno u SAD-u, financiranje održavanja međunarodnih znanstvenih skupova, znanstvenih projekata mlađih nastavnika Pravnog fakulteta u Zagrebu i objavljivanja znanstvenih radova.

## Odličja, nagrade i priznanja
Damaška je dobitnik niza prestižnih priznanja, među koja se ubrajaju priznanje za životno djelo Američke udruge za komparativno pravo iz 2009., Red Danice hrvatske s likom Ruđera Boškovića iz 2006. te počasni doktorati Sveučilišta u Paviji od 2005. i Sveučilišta u Zagrebu od 2012.